# 奇跡 (倖田來未の曲)
「奇跡」（きせき）は、日本の女性歌手、倖田來未の楽曲である。2004年9月8日 にrhythm zoneにより13枚目のシングルとしてリリースされた。

## 解説
CDのみ、CD+DVDの2形態で発売された。
「life」はこのシングルのみの収録である。

## 音楽性とイメージ、楽曲解説
奇跡
本作の発売に関して、倖田は「『奇跡』は初めてメンズの気持ちになって歌詞を書いた曲なんですよね。NHKのJリーグのテーマソングっていうのもあって、大人になって汚い世界を見てきた人間たちが、例えばごますりを覚えたりとか、嫌なものを「嫌です』って言えないまま仕事をしちゃってて、逃してきたチャンスだったり諦めた夢っていうものを、1人の女性に出会ったおかげで『もう一度チャレンジしてみよう』っていう気持ちになったっていう、そういう歌詞なんです。だからやっぱり今の時代を意識して書いてみたし、あと情熱的な人たち聴いてほしいなって。例えばサッカーを観てて、自分はプロになりたかったけど諦めてたんだっていう時に、『奇跡』を聴いた時に『もう1回プロテスト受けてみようかな』っていう気持ちになれるような歌詞にしたかったんですね。だから夢を与える楽曲になれば嬉しいです。」としている。
元々バラードが好きであり、オーディションの際には、岡本真夜の「alone」や、髙橋真梨子の「For You」を歌っていたが、デビューしてからの当初はなかなかバラードをシングルとして発売する機会に恵まれず、更に、それまではダンス経験をしたことがなかった自身に対して、『歌とダンスをこなすセクシーな倖田來未』を提案されていたのだと言う。この当時を振り返った倖田は「自分が当初、思い描いていた歌手としての理想像とは大きく掛け離れていたんですが、スタッフや周りの人達の期待に応えていきたい一心で活動を続け、ようやくシングルとして発売できたのが、「奇跡」だったんです。以降はダンスナンバーだけに留まらず、バラード曲も支持して頂けるようになっていきました。」と語っている。
LOVE HOLIC
関西弁や顔文字を使った歌詞が使われている。

## 収録曲

### CD
1. 奇跡 [5:00]
作詞：Kumi Koda、Kousuke Morimoto
作曲：Kousuke Morimoto
編曲：REO
2. LOVE HOLIC [4:25]
作詞：Kumi Koda
作曲：Tsutomu Yamasaki
編曲：h-wonder
3. life [4:12]
作詞：Kumi Koda
作曲：Hiroshi Kim
編曲：REO
4. 奇跡 (instrumental) [4:59]
5. LOVE HOLIC (instrumental)  [4:25]
6. life (instrumental) [4:12]

### DVD
1. 奇跡 (MUSIC CLIP)

## タイアップ
- NHK Jリーグ中継テーマソング (#1)
- 毎日放送・TBS系「世界バリバリ☆バリュー」エンディングテーマ (#2)

## 収録アルバム
- 奇跡
  - 『secret』
  - 『BEST 〜first things〜』
  - 『BEST 〜BOUNCE & LOVERS〜』
  - 『WINTER of LOVE』
  - 『BEST 〜2000-2020〜』(ファンクラブ限定盤)
- LOVE HOLIC
  - 『secret』

## 収録ライブ映像
- 奇跡
  - 『secret 〜FIRST CLASS LIMITED LIVE〜』
  - 『KODA KUMI LIVE TOUR 2008 〜Kingdom〜』
  - 『Koda Kumi 15th Anniversary First Class 2nd LIMITED LIVE at STUDIO COAST』(WALK OF MY LIFE、ファンクラブ限定盤)
  - 『KODA KUMI LIVE TOUR 2016 〜Best Single Collection〜』(メドレー)
  - 『KODA KUMI 20th ANNIVERSARY TOUR 2020 MY NAME IS...』(ファンクラブ限定盤)
- LOVE HOLIC
  - 『secret 〜FIRST CLASS LIMITED LIVE〜』
  - 『KODA KUMI LIVE TOUR 2007 〜Black Cherry〜 SPECIAL FINAL in TOKYO DOME』(メドレー)
  - 『KODA KUMI LIVE TOUR 2009 〜TRICK〜』(メドレー)